# 須藤美也子
須藤 美也子（すとう みやこ、1935年1月28日 - 2018年8月11日）は、日本の政治家。日本共産党参議院議員（1期）。同党山形県委員会委員長。

## 人物
山形県鶴岡市出身。山形県立鶴岡南高等学校卒業後、電電公社職員となる。
1975年の第11回統一地方選挙で山形県議会議員となり、1980年第36回衆議院議員総選挙および1983年第37回衆議院議員総選挙で旧山形2区から立候補したが落選。1989年第15回参議院議員通常選挙からは参議院比例区へ鞍替えするも落選。1995年第17回参議院議員通常選挙では比例区で初当選し、1期務めた。この間、党では中央委員、農・漁民局長を歴任している。2000年から2004年まで党山形県委員会委員長。
参議院議員任期満了後、2002年、加藤紘一の辞職に伴う衆議院山形4区（当時）補欠選挙に立候補したが、落選した。
2018年8月11日6時1分、老衰のため、鶴岡市の介護施設で死去。83歳没。

## 政策
- 選択的夫婦別姓制度導入に賛成。2000年には、須藤ら超党派女性国会議員50名が、夫婦別姓選択制を求めて当時の森喜朗総理に申し入れを行った。申し入れでは、「とくに若い世代では、夫婦別姓選択制を望む声が高まっています。政府には、世論を喚起するなど、夫婦別姓選択制を導入するための努力を望む」としている[4]。